# Jung Bu-kyung
Jung Bu-kyung   (Seül, 26 de maig de 1978) és un judoka i lluitador d'arts marcials mixtes sud-coreà, ja retirat, guanyador d'una medalla olímpica.
S'inicià en el judo sota les ordres del seu pare. El 1998 va guanyar una medalla d'or al Campionat Mundial de Judo Universitari de Praga. El 2000 va prendre part en els Jocs Olímpics d'Estiu de Sydney, on guanyà la medalla de plata en la competició del pes extra lleuger del programa de judo. En el seu palmarès també destaquen dues medalles d'or en el Campionat d'Àsia de judo, el 1999 i 2000.
El 2007 s'inicià en les arts marcials mixtes en un combat contra el japonès Shinya Aoki. En aquest esport disputà quatre combats fins al 2009, tots perduts.